# Колымская губа
Колымская губа — мелководный залив у юго-западного берега Восточно-Сибирского моря. Расположен к востоку от устья Индигирки. Открыт к востоку, вдается в материк на 21 км. Ширина у входа 9 км.
На берегу губы тундровая растительность. Берег низкий, заболоченый. В залив впадает Колымская протока реки Индигирка, по которой губа и названа. В губе расположены острова Терюттях и Эмкэрындинский. На выходе из губы расположены остров Колесовский и остров Колесовская Отмель.
В районе губы расположена озёрно-болотная местность. Крупнейшие из озёр — Логинские озёра и Карговато на южном берегу Колымской губы.
Большую часть года покрыта льдом.
Губу не следует путать с Колымским заливом, более крупным и расположенным в 330 км к юго-востоку.
Административно залив входит в Республику Саха России.